# NGC 6768-1
NGC 6768-1 (другие обозначения — PGC 62997, ESO 337-18, MCG -7-39-10) — эллиптическая галактика (E4) в созвездии Южная Корона.
Этот объект входит в число перечисленных в оригинальной редакции «Нового общего каталога».